# Сайберт, Франклин
Франклин Каммингс Сайберт (англ. Franklin Cummings Sibert; 3 января 1891 года, Боулинг-Грин, Кентукки, США — 24 июня 1980 года, Форт-Уолтон-Бич, Флорида, США) — генерал-майор армии США. Принимал участие в двух мировых войнах. В начале Второй мировой войны Сайберт командовал 6-й пехотной дивизией, затем X армейским корпусом 6-й армии США под командованием Уолтера Крюгера. Он принимал участие в битве за Лейте.

## Молодость
Сайберт родился 3 января 1891 года в Боулинг-Грин, штат Кентукки. Он родился в семье Уильям Лютер Сайберт, который во время Первой мировой войны получил звание генерал-майора, и его жены Мэри Маргарет Каммингс. Сайберт учился в Военной академии США и окончил её 12 июня 1912 года, получив звание второго лейтенанта пехоты. 4 марта 1913 года он женился на Хелен Милдред Роджерс.
Во время Первой мировой войны Сайберт служил в Американских экспедиционных силах во Франции, а затем в союзных оккупационных силах в Германии.
В 1924 году Сайберт учился в пехотном училище в Форт-Беннинге, а в 1925 году в Командно-штабном колледже армии США. В 1929 году учился в Военном колледже армии США.
В 1934 году Сайберт был назначен командиром батальона 29-го пехотного полка, а затем на различных должностях в Форт-Беннинге.

## Вторая мировая война
В 1939 году Сайберт не долгое время был командиром Учебного центра Форт Кастер в штате Мичиган. В сентябре 1941 года Сайберт был повышен до звания бригадного генерала и был назначен в штаб генерал-лейтенанта Джозефа Уоррена Стилуэлла, который командовал вооруженными силами США на Индийско-Китайско-Бирманском театре военных действий. Сайберт вместе с Стилуэллом в 1942 году отступил из Бирмы.
После Бирмы Сайберт был назначен командиром 6-й пехотной дивизии. 11 марта 1942 года он получил звание генерал-майора. Сайберт вместе с дивизией принимал участие в Новогвинейской кампании и Филиппинской операции.
В августе 1944 года был назначен командующим X армейским корпусом.

## После Второй мировой войны
31 января 1946 года вышел в отставку. После выхода на пенсию он и его жена жили в Форт-Уолтон-Бич, штат Флорида. Сайберт умер 24 июня 1980 года. Он был похоронен на Арлингтонского национального кладбища рядом с отцом и братом.

## Награды
- Медаль «За выдающуюся службу»
- Серебряная звезда
- Орден «Легион почёта»
- Бронзовая звезда
- Медаль военно-воздушных сил
- Медаль пограничной службы на мексиканской границе
- Медаль Победы в Первой мировой войне
- Медаль Оккупационной армии в Германии
- Медаль «За защиту Америки»
- Медаль «За Американскую кампанию»
- Медаль «За Азиатско-тихоокеанскую кампанию»
- Медаль Победы во Второй мировой войне
- Медаль за освобождение Филиппин

## Примечание
1. ↑  Franklin Cummings Sibert, Major General, United States Army. www.arlingtoncemetery.net. Дата обращения: 25 декабря 2019. Архивировано из оригинала 25 декабря 2019 года.
2. ↑  6th Infantry Division - Brief History. www.unithistories.com. Дата обращения: 25 декабря 2019. Архивировано 17 августа 2016 года.